# キリストのエルサレム入城 (ヴァン・ダイク)
『キリストのエルサレム入城』（キリストのエルサレムにゅうじょう、蘭: De Intocht van Christus in Jeruzalem, 英: The Entry of Christ into Jerusalem）は、バロック期のフランドル出身のイギリスの画家アンソニー・ヴァン・ダイクが1617年に制作した絵画である。油彩。主題は『新約聖書』の福音書で言及されているイエス・キリストが最後に行ったエルサレムの訪問から採られている。この最後の訪問の日はキリストの復活の1週間前の日曜日（棕櫚の主日）にあたる。現在はインディアナ州のインディアナポリス美術館に所蔵されている。

## 主題
キリストのエルサレム入城は受難の物語における最初のエピソードで、「マタイによる福音書」21章、「マルコによる福音書」11章、「ヨハネによる福音書」12章で言及されている。このうち前者2つの福音書によると、キリストの一行がエルサレムに近づいたとき、キリストは2人の弟子を近くの村に、繋いであるロバと子供のロバを借りて来るよう命じた。弟子たちが命じられたとおりにし、驢馬の上に服をかけるとキリストはそれに乗った。すると大勢の群衆が集まってきて自分たちの服を道に敷き、あるいは木の枝を切って道に敷いた。さらに群衆は「主の名によって来られるお方に祝福があるように。いと高きところにどうかお救いください」と叫んだ。キリストがエルサレムに入城すると人々は「あれは何者だ」と騒いだので、群衆は「このお方はガリラヤのナザレからやって来られた預言者イエスです」と言った。「ヨハネによる福音書」によると、群衆は棕櫚の葉を持ってキリストを出迎えたとあり、棕櫚の主日の名称はこの記述に由来している。

## 作品
ヴァン・ダイクのエルサレムに入城するイエス・キリストの表現は、聖書の記述と非常に一致している。キリストが乗る子供のロバは豊かな青と深紅のローブでほぼ完全に包まれている。キリストは徒歩で進む弟子たちに囲まれており、その行く手には住民たちが木の枝を切って道に敷き、群衆が大喜びで歓迎している。明るい色彩と威勢の良い筆致に満ちた、非常に若々しく力強い作品であり、構図の雑然とした落ち着きのなさや筋肉質の肉体は非常にバロック的である。自然主義と大きなサイズの人物像により、物語にドラマ性を与える驚異的な即時性がもたらされている。
ヴァン・ダイクがまだ18歳頃のときに描いた『キリストのエルサレム入城』は彼が習得した初期の表現手法を示している。当時、ヴァン・ダイクはすでに師であるピーテル・パウル・ルーベンスの主任助手を務めていた。この作品において、ヴァン・ダイクはすでに独自のより堅牢な様式の開発に取り組んでいるが、鮮やかな色彩、ダイナミックな構図、壮大なスケールから分かるように、ルーベンスの影響を強く受けていた。

## 来歴
絵画はパリ在住のルクセンブルク副領事であったポール・メルシュ博士（Dr. Paul Mersch, 1859年-1909年）のコレクションの一部であったことが知られている。この人物は美術商シャルル・セーデルマイヤーの義理の息子であったので、セーデルマイヤーを経由して本作品を入手した可能性が考えられるが、実際にどうであったかはよく分かっていない。絵画は1905年にベルリンのケラー＆ライナー（Keller & Reiner）で売却され、ベルリンのルドルフ・コーツ（Rudolf Kohtz）、オスロのパール・カーセン（Paal Kaasen）に所有された。その後、絵画は美術商のコルナギに購入されてイギリスに渡ると、1958年、インディアナポリスの実業家・慈善家ハーマン・C・クラナート夫妻によって購入され、ジョン・ヘロン美術研究所に寄贈された。
2012年11月から2013年3月まで、この絵画はプラド美術館で開催された展覧会「若きヴァン・ダイク」（The Young van Dyck）で展示された。この展覧会では16歳から22歳までのヴァン・ダイクの作品をカバーし、アントウェルペン時代の約90点の作品を集めており、その中には本作品をはじめとする30点の大型で意欲的な作品が含まれていた。若いヴァン・ダイクは自身の作品の視覚的効果を高めようとしたため、これらの作品は画家の最も実験的な作品の1つとして注目された。